# Unione Sportiva Avellino 1980-1981
Questa voce raccoglie le informazioni riguardanti l'Unione Sportiva Avellino nelle competizioni ufficiali della stagione 1980-1981.

## Stagione
Nella stagione 1980-1981 l'Avellino compie un mezzo miracolo, si salva nonostante il pesante fardello dei 5 punti di penalizzazione, retaggio dello scandalo scommesse scoppiato la scorsa stagione. Con 25 punti in classifica si piazza in decima posizione, cinque squadre oltre agli irpini si trovano con gli stessi punti, la classifica avulsa condanna il Brescia a retrocedere con Perugia e Pistoiese già retrocesse in anticipo, l'Avellino con il Como, con l'Ascoli e con L'Udinese mantengono la categoria.
Scudetto vinto dalla Juventus con 44 punti, seconda la Roma con 42 punti con un torneo incerto fino all'ultima giornata, in testa e in coda. Si è ritornati a utilizzare giocatori stranieri, solo uno per squadra.
Nella Coppa Italia l'Avellino compie l'impresa di eliminare le milanesi, il Palermo e il Catania, nel secondo girone di qualificazione disputato prima del campionato, per poi cedere il passo in primavera alla Juventus nel doppio confronto dei Quarti di finale della manifestazione.

## Rosa

Il neoacquisto brasiliano Juary fissa il punteggio nella vittoria 4-1 sul nel primo turno di Coppa Italia, 31 agosto 1980: fu il primo gol di uno straniero nel calcio italiano dalla riapertura delle frontiere.

| N. |                   | Ruolo | Calciatore                      |
| -- | ----------------- | ----- | ------------------------------- |
|    | Italia (bandiera) | P     | Giovanni Cervone                |
|    | Italia (bandiera) | P     | Nicola Di Leo                   |
|    | Italia (bandiera) | P     | Vito Stenta                     |
|    | Italia (bandiera) | P     | Stefano Tacconi                 |
|    | Italia (bandiera) | D     | Paolo Beruatto                  |
|    | Italia (bandiera) | D     | Cesare Cattaneo (vice capitano) |
|    | Italia (bandiera) | D     | Ersilio Cerone                  |
|    | Italia (bandiera) | D     | Salvatore Di Somma (capitano)   |
|    | Italia (bandiera) | D     | Sergio Giovannone               |
|    | Italia (bandiera) | D     | Franco Ipsaro Passione          |
|    | Italia (bandiera) | D     | Fabio Marcucci                  |
|    | Italia (bandiera) | D     | Fabio Massimi                   |
|    | Italia (bandiera) | D     | Massimo Venturini               |
|    | Italia (bandiera) | D     | Antonio Criscimanni             |
|    | Italia (bandiera) | C     | Ciro Biondi                     |
|    | Italia (bandiera) | C     | Lorenzo Ferrante                |
|    | Italia (bandiera) | C     | Bruno Limido                    |

| N. |                    | Ruolo | Calciatore            |
| -- | ------------------ | ----- | --------------------- |
|    | Italia (bandiera)  | C     | Paolo Milella         |
|    | Italia (bandiera)  | C     | Marco Pecoraro Scanio |
|    | Italia (bandiera)  | C     | Giorgio Repetto       |
|    | Italia (bandiera)  | C     | Giuseppe Stasio       |
|    | Italia (bandiera)  | C     | Paolo Tuttino         |
|    | Italia (bandiera)  | C     | Pellegrino Valente    |
|    | Italia (bandiera)  | C     | Beniamino Vignola     |
|    | Italia (bandiera)  | A     | Salvatore Campilongo  |
|    | Italia (bandiera)  | A     | Andrea Carnevale      |
|    | Italia (bandiera)  | A     | Gianluca De Ponti     |
|    | Italia (bandiera)  | A     | Marco Fabrizi         |
|    | Brasile (bandiera) | A     | Juary                 |
|    | Italia (bandiera)  | A     | Giuseppe Massa        |
|    | Italia (bandiera)  | A     | Mario Piga            |
|    | Italia (bandiera)  | A     | Agostino Spica        |
|    | Italia (bandiera)  | A     | Guido Ugolotti        |

## Risultati

### Serie A

#### Girone di andata
| Arbitro: | Lattanzi (Roma) |

|           |           |                         |
| Sella 52’ | Marcatori | 4’ De Ponti 73’ Valente |

| Arbitro: | Casarin (Milano) |

|                    |           |                                 |
| Piga 46’ Massa 88’ | Marcatori | 34’ Sacchetti 59’, 79’ Desolati |

| Arbitro: | Agnolin (Bassano del Grappa) |

|                       |           |  |
| Graziani 1’ Pecci 78’ | Marcatori |  |

| Arbitro: | Benedetti (Roma) |

|                              |           |              |
| Vignola 15’ (rig.) Juary 49’ | Marcatori | 31’ Gattelli |

| Perugia 19 ottobre 1980 5ª giornata | Perugia         | 0 – 0 | Avellino | Stadio Renato Curi\| Arbitro: \| Menegali (Roma) \| |
| Arbitro:                            | Menegali (Roma) |       |          |                                                     |

| Arbitro: | Ballerini (La Spezia) |

|                          |           |                |
| Piga 33’ Criscimanni 53’ | Marcatori | 18’ Cavagnetto |

| Arbitro: | Longhi (Roma) |

|                |           |  |
| Pellegrini 52’ | Marcatori |  |

| Arbitro: | Benedetti (Roma) |

|                                                      |           |                                |
| Scorsa 11’ (aut.) Juary 35’ Ugolotti 46’, 81’ (rig.) | Marcatori | 23’ Trevisanello 63’ Scanziani |

| Arbitro: | Tonolini (Milano) |

|                              |           |              |
| Frustalupi 38’ Benedetti 61’ | Marcatori | 50’ Di Somma |

| Arbitro: | Pieri (Genova) |

|                                                      |           |                                              |
| Pin 16’ Pradella 49’ Vriz 51’ Zanone 84’, 90’ (rig.) | Marcatori | 19’ Ugolotti 29’, 86’ Juary 59’ (aut.) Miani |

| Arbitro: | Ciulli (Roma) |

|           |           |  |
| Juary 12’ | Marcatori |  |

| Arbitro: | Menegali (Roma) |

|          |           |           |
| Piga 85’ | Marcatori | 31’ Fanna |

| Milano 18 gennaio 1981 13ª giornata | Inter              | 0 – 0 | Avellino | Stadio San Siro\| Arbitro: \| Michelotti (Parma) \| |
| Arbitro:                            | Michelotti (Parma) |       |          |                                                     |

| Arbitro: | Bergamo (Livorno) |

|                           |           |  |
| Massa 23’ Criscimanni 77’ | Marcatori |  |

| Arbitro: | Mattei (Macerata) |

|                   |           |           |
| Di Bartolomei 24’ | Marcatori | 62’ Massa |

#### Girone di ritorno
| Arbitro: | Benedetti (Roma) |

|              |           |  |
| Cattaneo 60’ | Marcatori |  |

| Arbitro: | Ciulli (Roma) |

|                                  |           |              |
| Antognoni 37’ (rig.) Bertoni 58’ | Marcatori | 53’ Di Somma |

| Arbitro: | Lattanzi (Roma) |

|                                             |           |  |
| Piga 20’ Criscimanni 83’ Vignola 87’ (rig.) | Marcatori |  |

| Arbitro: | Ballerini (La Spezia) |

|           |           |  |
| Virdis 5’ | Marcatori |  |

| Arbitro: | Lo Bello (Siracusa) |

|                       |           |               |
| Massa 12’ Vignola 88’ | Marcatori | 74’ Dal Fiume |

| Arbitro: | Menegali (Roma) |

|                         |           |  |
| Nicoletti 50’ Gobbo 57’ | Marcatori |  |

| Avellino 22 marzo 1981 22ª giornata | Avellino         | 0 – 0 | Napoli | Stadio Partenio\| Arbitro: \| D'Elia (Salerno) \| |
| Arbitro:                            | D'Elia (Salerno) |       |        |                                                   |

| Arbitro: | Bergamo (Livorno) |

|               |           |               |
| Scanziani 64’ | Marcatori | 88’ Carnevale |

| Arbitro: | Lattanzi (Roma) |

|                                 |           |  |
| Vignola 8’, 68’ Criscimanni 54’ | Marcatori |  |

| Avellino 12 aprile 1981 25ª giornata | Avellino        | 0 – 0 | Udinese | Stadio Partenio\| Arbitro: \| Menegali (Roma) \| |
| Arbitro:                             | Menegali (Roma) |       |         |                                                  |

| Arbitro: | Ballerini (La Spezia) |

|             |           |                     |
| Ranieri 41’ | Marcatori | 49’ Ipsaro Passione |

| Arbitro: | Mattei (Macerata) |

|             |           |  |
| Cabrini 81’ | Marcatori |  |

| Arbitro: | Longhi (Roma) |

|             |           |                                   |
| Vignola 77’ | Marcatori | 15’ Caso 32’ Altobelli 63’ Oriali |

| Bologna 17 maggio 1981 29ª giornata | Bologna       | 0 – 0 | Avellino | Stadio Comunale\| Arbitro: \| Lops (Torino) \| |
| Arbitro:                            | Lops (Torino) |       |          |                                                |

| Arbitro: | Menicucci (Firenze) |

|               |           |           |
| Venturini 29’ | Marcatori | 5’ Falcão |

### Coppa Italia

#### Primo turno
| Arbitro: | Menegali (Roma) |

|                 |           |            |
| Criscimanni 11’ | Marcatori | 48’ Baresi |

| Arbitro: | Facchin (Udine) |

|  |           |            |
|  | Marcatori | 7’ Vignola |

| Arbitro: | Altobelli (Roma) |

|                                                |           |                     |
| Di Somma 5’ De Ponti 24’ Valente 32’ Juary 51’ | Marcatori | 39’ (aut.) Di Somma |

| Arbitro: | Lo Bello (Siracusa) |

|            |           |             |
| Muraro 79’ | Marcatori | 84’ Vignola |

#### Quarti di finale
| Arbitro: | Casarin (Milano) |

|                 |           |                                  |
| Zoff 28’ (aut.) | Marcatori | 52’ Verza 75’ Causio 85’ Bettega |

| Arbitro: | Lanese (Messina) |

|                                                    |           |                         |
| Verza 19’ Repetto 65’ (aut.) Giovannone 78’ (aut.) | Marcatori | 23’ Repetto 58’ Vignola |

## Statistiche

### Statistiche di squadra
| Competizione | Punti | In casa | In casa | In casa | In casa | In casa | In casa | In trasferta | In trasferta | In trasferta | In trasferta | In trasferta | In trasferta | Totale | Totale | Totale | Totale | Totale | Totale | DR |
| Competizione | Punti | G       | V       | N       | P       | Gf      | Gs      | G            | V            | N            | P            | Gf           | Gs           | G      | V      | N      | P      | Gf     | Gs     | DR |
| ------------ | ----- | ------- | ------- | ------- | ------- | ------- | ------- | ------------ | ------------ | ------------ | ------------ | ------------ | ------------ | ------ | ------ | ------ | ------ | ------ | ------ | -- |
| Serie A      | 30    | 15      | 9       | 4       | 2       | 25      | 13      | 15           | 1            | 6            | 8            | 11           | 20           | 30     | 10     | 10     | 10     | 36     | 33     | +3 |
| Coppa Italia |       | 3       | 1       | 1       | 1       | 6       | 5       | 3            | 1            | 1            | 1            | 4            | 4            | 6      | 2      | 2      | 2      | 10     | 9      | +1 |
| Totale       |       | 18      | 10      | 5       | 3       | 31      | 18      | 18           | 2            | 7            | 9            | 15           | 24           | 36     | 12     | 12     | 12     | 46     | 42     | +4 |

### Statistiche dei giocatori
| Giocatore      | Serie A  | Serie A | Serie A     | Serie A    | Coppa Italia | Coppa Italia | Coppa Italia | Coppa Italia | Totale   | Totale | Totale      | Totale     |
| Giocatore      | Presenze | Reti    | Ammonizioni | Espulsioni | Presenze     | Reti         | Ammonizioni  | Espulsioni   | Presenze | Reti   | Ammonizioni | Espulsioni |
| -------------- | -------- | ------- | ----------- | ---------- | ------------ | ------------ | ------------ | ------------ | -------- | ------ | ----------- | ---------- |
| P. Beruatto    | 29       | 0       | ?           | ?          | ?            | ?            | ?            | ?            | 29+      | 0+     | ?           | ?          |
| A. Carnevale   | 10       | 1       | ?           | ?          | ?            | ?            | ?            | ?            | 10+      | 1+     | ?           | ?          |
| C. Cattaneo    | 29       | 1       | ?           | ?          | ?            | ?            | ?            | ?            | 29+      | 1+     | ?           | ?          |
| A. Criscimanni | 25       | 4       | ?           | ?          | ?            | ?            | ?            | ?            | 25+      | 4+     | ?           | ?          |
| G. De Ponti    | 2        | 1       | ?           | ?          | ?            | ?            | ?            | ?            | 2+       | 1+     | ?           | ?          |
| S. Di Somma    | 25       | 2       | ?           | ?          | ?            | ?            | ?            | ?            | 25+      | 2+     | ?           | ?          |
| L. Ferrante    | 17       | 0       | ?           | ?          | ?            | ?            | ?            | ?            | 17+      | 0+     | ?           | ?          |
| S. Giovannone  | 19       | 0       | ?           | ?          | ?            | ?            | ?            | ?            | 19+      | 0+     | ?           | ?          |
| F. Ipsaro      | 17       | 1       | ?           | ?          | ?            | ?            | ?            | ?            | 17+      | 1+     | ?           | ?          |
| Juary          | 12       | 5       | ?           | ?          | ?            | ?            | ?            | ?            | 12+      | 5+     | ?           | ?          |
| B. Limido      | 9        | 0       | ?           | ?          | ?            | ?            | ?            | ?            | 9+       | 0+     | ?           | ?          |
| G. Massa       | 20       | 4       | ?           | ?          | ?            | ?            | ?            | ?            | 20+      | 4+     | ?           | ?          |
| M. Piga        | 29       | 4       | ?           | ?          | ?            | ?            | ?            | ?            | 29+      | 4+     | ?           | ?          |
| G. Repetto     | 12       | 0       | ?           | ?          | ?            | ?            | ?            | ?            | 12+      | 0+     | ?           | ?          |
| G. Stasio      | 3        | 0       | ?           | ?          | ?            | ?            | ?            | ?            | 3+       | 0+     | ?           | ?          |
| S. Tacconi     | 30       | -33     | ?           | ?          | ?            | ?            | ?            | ?            | 30+      | -33+   | ?           | ?          |
| G. Ugolotti    | 13       | 3       | ?           | ?          | ?            | ?            | ?            | ?            | 13+      | 3+     | ?           | ?          |
| P. Valente     | 24       | 1       | ?           | ?          | ?            | ?            | ?            | ?            | 24+      | 1+     | ?           | ?          |
| M. Venturini   | 9        | 1       | ?           | ?          | ?            | ?            | ?            | ?            | 9+       | 1+     | ?           | ?          |
| B. Vignola     | 28       | 6       | ?           | ?          | ?            | ?            | ?            | ?            | 28+      | 6+     | ?           | ?          |